# Moisés Carlos Atisha Contreras
Moisés Carlos Atisha Contreras (Santiago do Chile, Chile, 27 de fevereiro de 1969) é um ministro chileno e bispo católico romano de San Marcos de Arica.
Moisés Carlos Atisha Contreras ingressou na Congregação Escolástica e emitiu a profissão perpétua em 11 de março de 1994. Em 25 de março de 1994, Atisha Contreras foi ordenado diácono pelo Bispo de Melipilla, Pablo Lizama Riquelme. Recebeu o Sacramento da Ordem em 14 de dezembro de 1994 do bispo auxiliar de Santiago do Chile, Sergio Valech Aldunate. Em 8 de junho de 2001, Atisha Contreras foi incardinado no clero da Arquidiocese de Santiago do Chile.
Em 21 de novembro de 2014, o Papa Francisco o nomeou Bispo de San Marcos de Arica. O Arcebispo de Santiago do Chile, Cardeal Ricardo Ezzati Andrello SDB, o consagrou em 17 de janeiro de 2015; Co-consagrantes foram o Núncio Apostólico no Chile, Arcebispo Ivo Scapolo, e o Arcebispo de Antofagasta, D. Pablo Lizama Riquelme.